# Francisco de Herrera el Jove

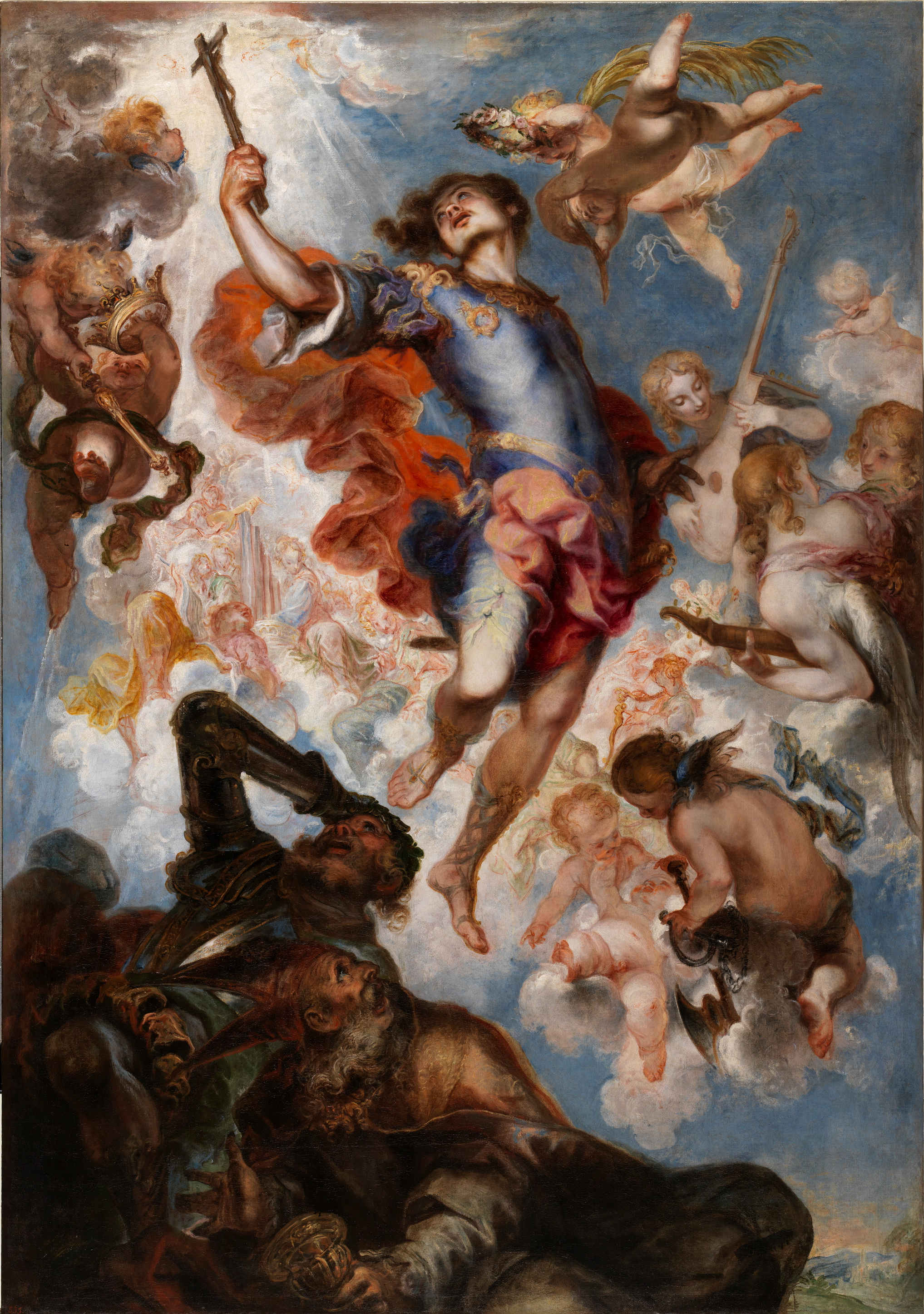
Apoteosi de Sant Hermenegild (Museu del Prado)

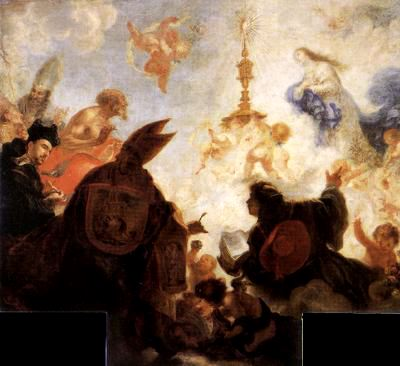
Al·legoria de l'Eucaristia, oli sobre llenç, catedral de Sevilla.

Francisco Herrera (Sevilla, 1622 - Madrid, 1685), conegut com el Jove per tenir un pare anomenat Francisco Herrera el Vell. Va ser un pintor i arquitecte espanyol del barroc. Va marxar molt jove a Itàlia, on va estudiar per ser pintor de frescs i per entendre els sentits de la lluminositat. En arribar, va ser nomenat copresident de l'Acadèmia de Sevilla juntament amb Bartolomé Esteban Murillo el 1660.

## Biografia
Va marxar molt jove a Itàlia, cap a 1650, pel que sembla incapaç de resistir el mal caràcter del seu pare –també pintor–, amb qui havia col·laborat en algunes obres; allà va estudiar pintura al fresc, molt de moda durant el barroc decoratiu, i que tot just es practicava a Espanya, per la qual cosa els pintors italians dedicats a aquesta tècnica eren molt demandats; com a col·laborador d'aquests artistes romans va aprendre a fer la seva pinzellada més solta i més dinàmiques les seves composicions.
L'escola veneciana li va influir pel que fa a l'aplicació del color i el tractament de la llum. Les seves natures mortes, les seves perspectives arquitectòniques i els seus retrats van assolir gran popularitat en la capital italiana, des d'on es va dirigir a Nàpols, però la totalitat de la seva producció d'aquest període es troba perduda o sense identificar. Va completar els seus estudis amb l'arquitectura, en la qual va arribar a destacar pels seus projectes.

### Retorn a Espanya
No es tenen dades documentals que permetin establir la durada de la seva estada a Itàlia, però en tot cas el 1654 es trobava de volta a Madrid, on al mes de juliol va signar el contracte per realitzar la pintura del retaule major de l'església del Convent de Sant Hermenegild, actual església de Sant Josep, del qual sol resta el gran llenç central de l'Apoteosi de Sant Hermenegild al Museu del Prado, d'un dinamisme barroc inèdit a la cort espanyola d'aquell temps. L'escorç forçat present en aquesta obra, la composició escenogràfica, basada en la línia corba i la gamma cromàtica càlida, mediatitzada per una llum indirecta, han estat considerats elements claus en l'evolució de la pintura madrilenya de l'últim terç del segle xvii.
Només un any més tard se'l documenta a Sevilla on immediatament va pintar el Triomf del Sagrament o Al·legoria de l'Eucaristia per a la Germandat sacramental de la Catedral de Sevilla, seguit del Triomf de Sant Francesc o Sant Francesc rebent els estigmes, col·locat en el seu altar de la mateixa catedral el 1657. El vibrant tractament de la llum, amb les figures retallades a contraclaror en el primer terme, van tenir immediata repercussió en la pintura de Murillo, amb qui apareix el gener de 1660 com a copresident de l'Acadèmia sevillana de dibuix acabada de fundar. Abans de concloure l'any, tanmateix, va deure abandonar Sevilla, potser per problemes familiars relacionats amb la mort del seu pare a Madrid el 1654 y sense testar.

### Pintor i arquitecte de la Cort
A la cort va aconseguir ser pintor del rei Carles II el 1672, a més a més de Mestre major de les obres reials per la seva condició d'arquitecte el 1677. S'han perdut els seus frescs de l'església de Nostra Senyora d'Atocha, Recoletos, i Sant Felip el Real, solament es conserven alguns llenços. Entre aquests figuren diversos quadres de la Passió (Museu Cerralbo, Madrid), i el Somni de Sant Josep. La seva feina com tracista de retaules, escenògraf teatral i arquitecte se circumscriu als últims anys de la seva vida. A l'exercici d'aquesta funció va viatjar a Saragossa el 1680 i va traçar els plànols per a la Basílica del Pilar, que es va iniciar el 1681. En morir el 1685, el projecte original de Francisco de Herrera es va modificar.